# Audignon
Audignon település Franciaországban, Landes megyében. Lakosainak száma 386 fő (2022. január 1.). Audignon Banos, Doazit, Dumes, Eyres-Moncube, Horsarrieu és Saint-Sever községekkel határos.

## Népesség
A település népességének változása:
| Lakosok száma | 333  | 294  | 318  | 344  | 386  | 388  | 395  | 397  | 393  | 386  |
|               | 1968 | 1982 | 1990 | 2006 | 2013 | 2015 | 2017 | 2019 | 2020 | 2022 |